# Signalisation de rabattement en France
La signalisation de rabattement est l'indication sur certains panneaux de signalisation de direction de certaines voies lorsque celles-ci présentent un intérêt particulier.
Elle est nécessaire lorsque les points d'accès à ces voies sont peu nombreux (échanges dénivelés). En pratique, ce rabattement concerne essentiellement les autoroutes. La signalisation de rabattement est limitée aux deux cas suivants : rabattement de réciprocité et rabattement de proximité.

## Rabattement de réciprocité

### Vers un échangeur complet
Lorsqu'un pôle est signalé en sortie d'autoroute, le parcours jalonné depuis la sortie de l'autoroute jusqu'au pôle peut être également jalonné, par réciprocité, depuis ce pôle jusqu'à l'entrée de l'autoroute. La distance maximum du rabattement de réciprocité est de 30 kilomètres.

### Vers un échangeur incomplet
Dans ce cas la signalisation est complétée, sur toute la longueur, par une mention caractérisant la direction accessible. Exemple : "  A7 (MARSEILLE) " si l'échangeur dirige en direction de Marseille.

### D'un même pôle vers plusieurs échangeurs
Le rabattement peut se faire par des itinéraires différents selon les directions desservies. Il est alors justifié même si le principe de réciprocité ne joue que sur un seul des itinéraires. Une mention caractérisant la direction desservie par chaque itinéraire vient compléter la signalisation mais uniquement au point de choix entre les itinéraires.

## Rabattement de proximité
Afin de faciliter localement l'accès aux autoroutes ou, exceptionnellement, aux autres voies, des rabattements peuvent être mis en place sur tout le réseau classé dans un rayon d'environ deux kilomètres autour des échangeurs autoroutiers et d'environ cinq kilomètres pour les autres points d 'échange.

## Signalisation utilisée
La signalisation de rabattement comporte l'identification de la voie vers laquelle on rabat, complétée éventuellement par une indication secondaire :
- vers une autoroute on emploie le symbole SC 17 suivi du numéro de l'autoroute. Exemple : «  A6  »
- vers une autre voie on emploie l'indication : « vers » suivie du numéro de la voie. Exemple : « vers N7  »
- vers une rocade ou voirie à caractéristiques autoroutières considéré comme une rocade on utilise le symbole SU 4 suivie du numéro ou du nom de la voirie. Exemples : «  rocade  » ou «  A86  »

La signalisation de rabattement est portée par des panneaux:
- à fond bleu vers une autoroute
- à fond blanc dans les autres cas.

Si l'itinéraire de rabattement supporte, par ailleurs, une liaison empruntant l'autoroute, la signalisation de la liaison (mention du pôle d'arrivée) est complétée elle-même par une référence à l'utilisation de l'autoroute en faisant précéder la mention d'un symbole autoroutier SC 17.

## Sources
- Instruction interministérielle du 22 mars 1982 relative à la signalisation de direction.